# Wajechi

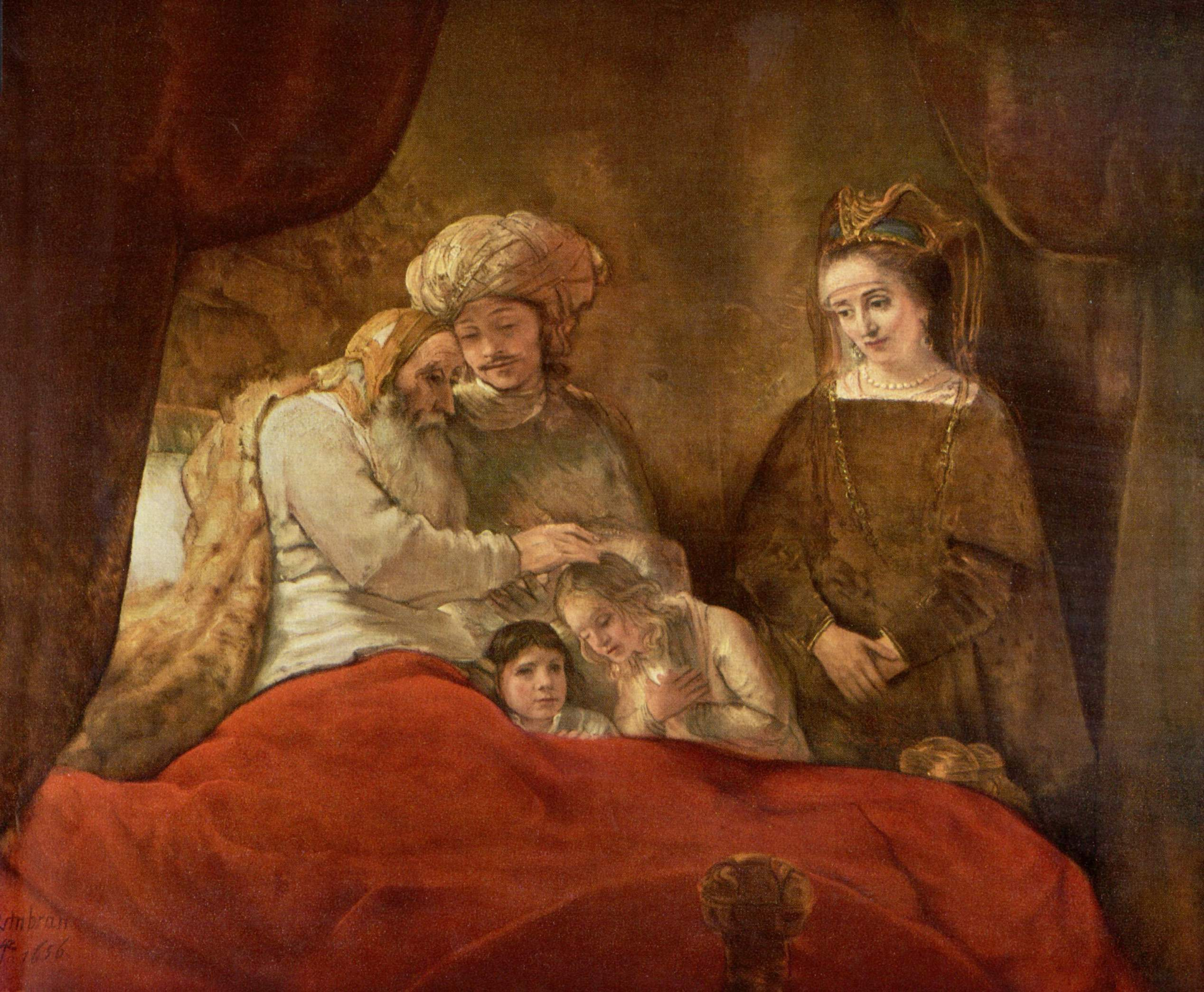
Jakob segnet Josefs Söhne (nach einem Gemälde Rembrandts, 1656)

Wajechi (Biblisches Hebräisch וַיְחִי ‚Und er lebte‘ – zu ergänzen: Jakob im Lande Ägypten) bezeichnet einen Leseabschnitt (Parascha oder Sidra genannt) der Tora und umfasst den Text Genesis/Bereschit 47,28–50,26 (47,28–31 , 48 , 49 , 50  – ELB-Links: 47,28–31 , 48 , 49 , 50 ).
Es handelt sich um die Sidra des 2. oder 3. Schabbats im Monat Tewet.

## Wesentlicher Inhalt
- Jakob dringt gegenüber Josef darauf, in Kanaan bei seinen Vätern beigesetzt zu werden, entschuldigt sich dafür, dessen Mutter Rahel unterwegs begraben zu haben, segnet ihn in seiner Nachkommenschaft und bestimmt, dass diese Enkel seinen Söhnen gleichgestellt werden, mit der Folge, dass der Stamm Josef in zwei Stämme zerfällt.
- Jakob legt den Segen in Israel folgendermaßen fest: „Gott mache dich wie Efraim und Menasche“ und stellt so den Jüngeren über den Älteren.
- Jakob segnet vor seinem Tod jeden einzelnen der Söhne und tadelt Ruben, Simon und Levi.
- Jakobs Leichnam wird einbalsamiert und in der Höhle Machpela beigesetzt.
- Nach des Vaters Tode fürchten die Brüder Josefs Rache, dieser verspricht ihnen aber, sie und ihre Kinder dauerhaft zu versorgen.
- Josef stirbt im Alter von 110 Jahren, nachdem er seine Brüder beschworen hatte, die Nachkommen sollten beim Auszug aus Ägypten seinen Leichnam mitnehmen.

## Haftara
Die zugehörige Haftara ist 1 Kön 2,1–12  (2,1–12 ).